# Екараву

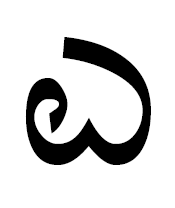
Екараву

Екараву, ಎ (канн. ಎಕಾರವು) — буква алфавита каннада, обозначает короткий неогубленный гласный переднего ряда средне-верхнего подъёма, используется в начале слова, внутри слова передаётся с помощью контактного диакритического знака етва, который пишется в правом верхнем углу буквы. В отличие от гудису, етва пишется вместе с талекатту. В начале сло́ва екараву произносится с призвуком «Й».

## Вьякарана (Грамматика)
Екараву является первой буквой вопросительных слов и последней буквой окончаний дательного падежа.
- ಗೆ, ಕೆ, ಕ್ಕೆ (ге, ке, кке) — окончания дательного падежа (пратьяя чатуртхи вибхакти).

## Омоглифы
- Махапрана даянна — ධ

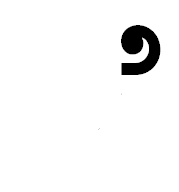
Етва